# سیارک ۶۲۹۹
سیارک ۶۲۹۹ (به انگلیسی: 6299 Reizoutoyoko، نامگذاری:1988XQ1) شش هزار و دویست و نود و نهمین سیارک کشف شده‌است که در ۵ دسامبر ۱۹۸۸ کشف شد.
قدر مطلق سیارک برابر ۲۳.۴ است.